# Circulação de capotamento do oceano Antártico

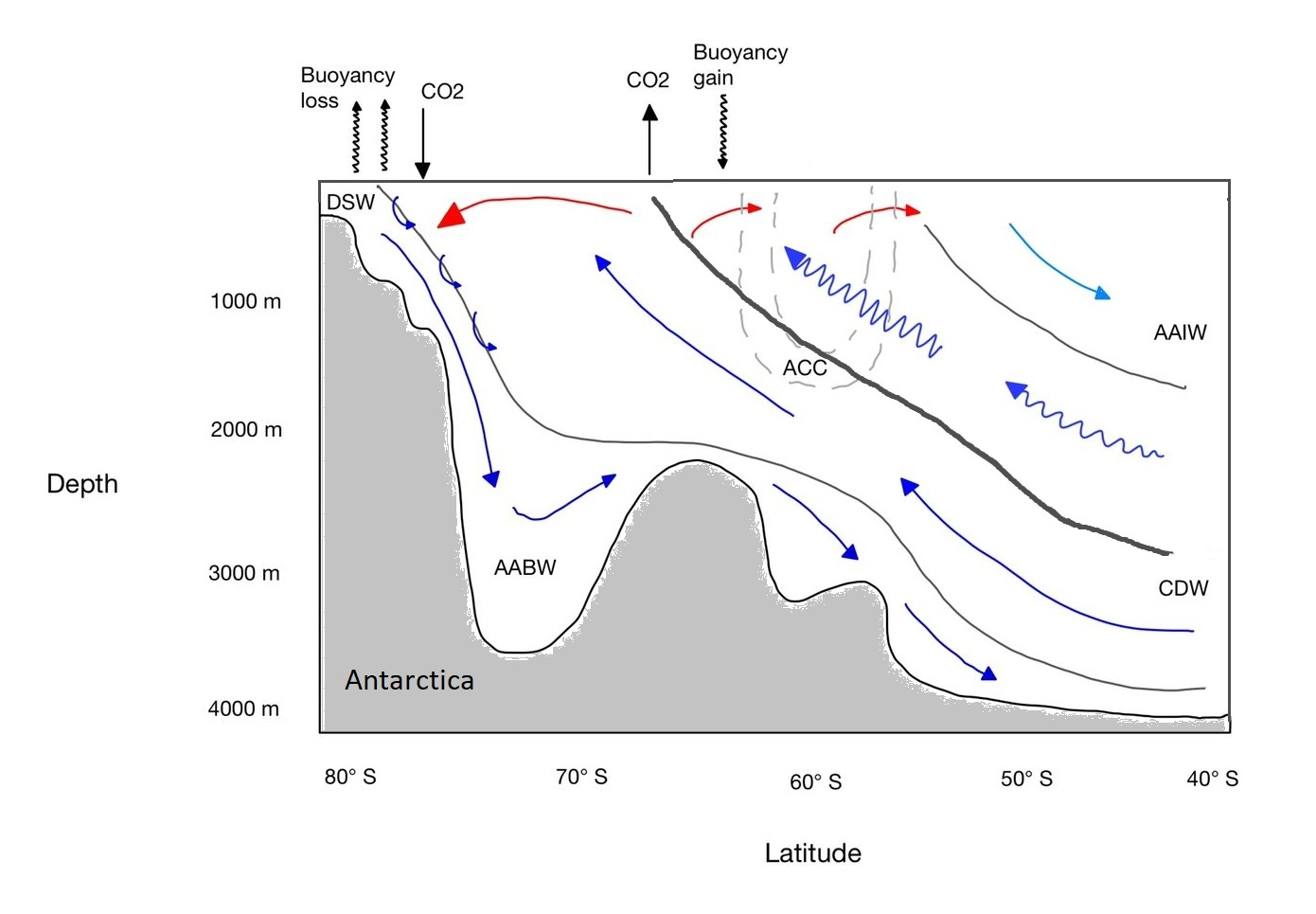
Visão esquemática da circulação de capotamento do Oceano Antártico. As setas indicam a direção do movimento da água. A célula inferior é representada pelas setas de ascensão ao sul da Corrente Circumpolar Antártica (CCA) e pela formação da Água de Fundo Antártica sob o gelo marinho da Antártica devido à perda de flutuabilidade. A célula superior é indicada pelas setas de ascensão ao norte da CCA e pela formação da Água Intermediária Antártica, mais leve, devido ao ganho de flutuabilidade ao norte da CCA.

A circulação de capotamento do Oceano Antártico (por vezes chamada de Circulação Meridional de Capotamento do Sul (CMCS) ou Circulação de capotamento antártica (CCA)) constitui a metade sul da circulação termoalina global, que conecta diferentes bacias oceânicas ao redor do mundo. Seu equivalente mais conhecido no hemisfério norte é a Circulação Meridional de Capotamento do Atlântico (CMCA). Este sistema funciona quando certas correntes transportam água quente, oxigenada e pobre em nutrientes para as profundezas (subsidência), enquanto água fria, com baixo teor de oxigênio e rica em nutrientes, sobe (ou aflora) em pontos específicos. A circulação termoalina move enormes volumes de água quente e fria pelo planeta, além de transportar oxigênio dissolvido, carbono orgânico dissolvido e outros nutrientes, como o ferro. Assim, ambas as metades dessa circulação exercem grande influência no balanço energético da Terra [en] e no ciclo de carbono oceânico, desempenhando um papel essencial no sistema climático do planeta.
A circulação de capotamento do Oceano Antártico é composta por duas partes: a célula superior e a célula inferior. A célula superior, menor, é mais influenciada pelos ventos devido à sua proximidade com a superfície, enquanto o comportamento da célula inferior, maior, é determinado pela temperatura e salinidade da Água de Fundo Antártica. A intensidade de ambas as células sofreu mudanças significativas nas últimas décadas: o fluxo da célula superior aumentou entre 50% e 60% desde os anos 1970, enquanto a célula inferior enfraqueceu entre 10% e 20%. Parte destas mudanças está relacionada ao ciclo natural da Oscilação Interdecadal do Pacífico, mas as mudanças climáticas também desempenharam um papel importante, alterando o padrão climático do Modo Anular do Sul, enquanto o aumento exacerbado do conteúdo de calor oceânico no Oceano Austral intensificou o derretimento das camadas de gelo da Antártica [en], e essa água doce de degelo dilui a salgada Água de Fundo Antártica.
Com o enfraquecimento da formação de águas densas e frias perto da costa e o fortalecimento do fluxo de águas quentes em direção à costa, as águas superficiais têm menos probabilidade de afundar e se misturar com as camadas inferiores. Como resultado, a estratificação oceânica [en] aumenta. Um estudo sugere que, no pior cenário de mudança climática, a circulação perderia metade de sua força até 2050, com perdas ainda maiores após esse período. Esta desaceleração teria impactos significativos no clima global, dado o papel do Oceano Antártico como um importante sumidouro de carbono e sumidouro de calor. Por exemplo, o aquecimento global atingirá 2 °C em todos os cenários onde as emissões de gases de efeito estufa não forem fortemente reduzidas, mas o ano exato depende mais do estado da circulação do que de qualquer outro fator além das emissões totais.
Evidências paleoclimáticas mostram que a circulação já foi significativamente enfraquecida ou até colapsou no passado. Pesquisas preliminares sugerem que um colapso pode se tornar provável quando o aquecimento global atingir níveis entre 1,7 e 3 °C. No entanto, há muito menos certeza do que com as estimativas para a maioria dos outros pontos de inflexão no sistema climático. Mesmo que iniciado em um futuro próximo, o colapso da circulação provavelmente não estará completo até por volta de 2300. Da mesma forma, impactos como a redução da precipitação no Hemisfério Sul, com um aumento correspondente no Hemisfério Norte, ou o declínio da pesca no Oceano Antártico, com o possível colapso de certos ecossistemas marinhos, também devem se desenrolar ao longo de vários séculos.

## Dinâmica

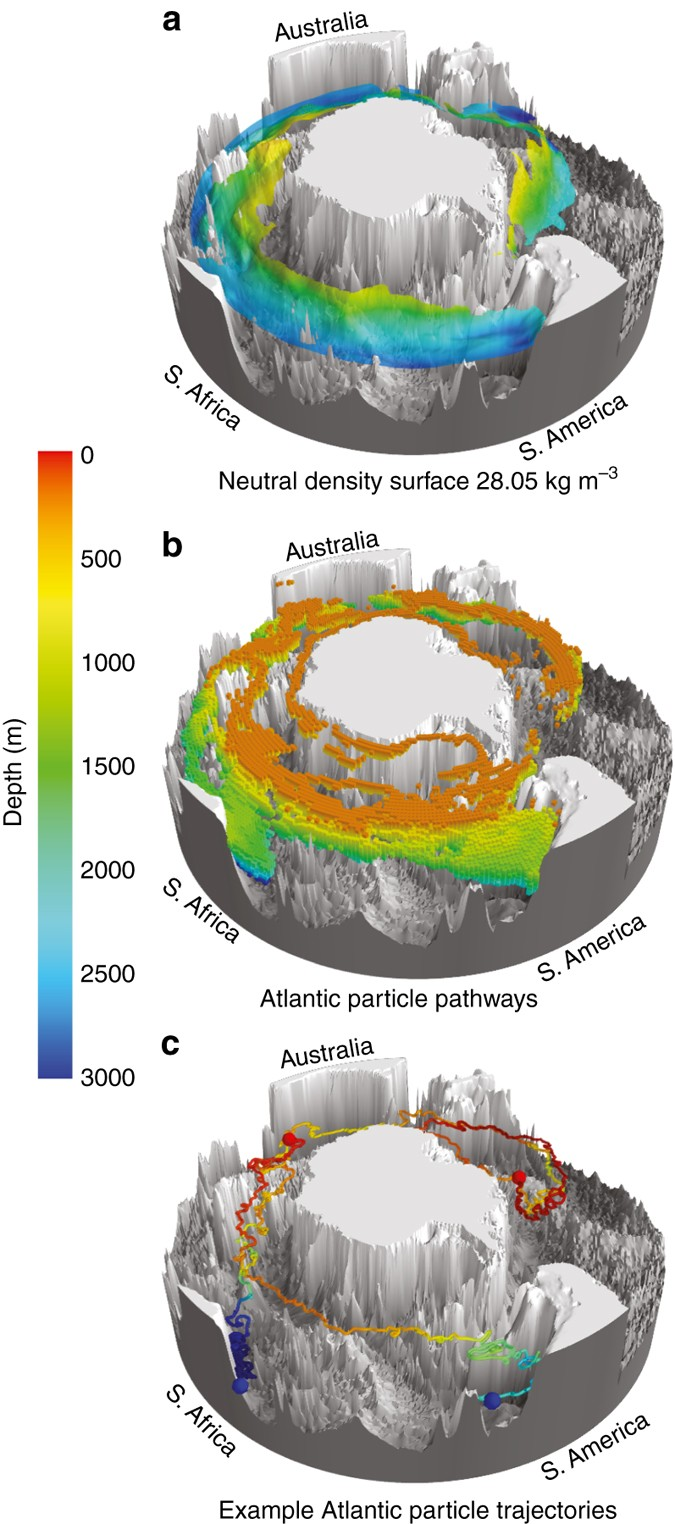
Representação 3D do afloramento da Água Profunda do Atlântico Norte na bacia do Oceano Antártico, que fecha a conexão entre as circulações do Atlântico e do Sul, ocorrendo ao longo de caminhos definidos com mistura limitada.

A circulação de capotamento do Oceano Antártico é composta por duas células, impulsionadas por afloramento e subsidência. O afloramento na célula superior está associado à água de profundidade média que é trazida à superfície, enquanto o mesmo na célula inferior está ligado às águas doces e abissais ao redor da Antártica. Cerca de 27 ± 7 sverdrup (Sv) de água profunda sobem à superfície no Oceano Antártico. Esta água é parcialmente transformada em água mais leve e mais densa, respectivamente 22 ± 4 Sv e 5 ± 5 Sv. As densidades destas águas mudam devido a fluxos de calor e flutuabilidade, resultando em afloramento na célula superior e subsidência na célula inferior.
O Oceano Antártico desempenha um papel fundamental no fechamento da Circulação Meridional de Capotamento do Atlântico, compensando a subsidência no Atlântico Norte com o afloramento da Água Profunda do Atlântico Norte e conectando o interior do oceano à superfície. Este afloramento é induzido pelos fortes ventos de oeste que sopram sobre a CCA. Observações sugerem que cerca de 80% da água profunda global ascende no Oceano Antártico. A circulação é um processo lento – por exemplo, a ascensão da Água Profunda do Atlântico Norte, das profundezas de 1 000 a 3 500 metros até a camada mista superficial, leva de 60 a 90 anos para metade da massa de água, e algumas águas demoram mais de um século para chegar à superfície.

### Célula superior
A célula superior é impulsionada pelo fluxo gerado pelos ventos, resultado dos ventos de oeste, que trazem água da Água Profunda Circumpolar [en] (APC) para a superfície. A ação do vento zonal induz afloramento perto do polo e descida no equador devido ao máximo de vento zonal na superfície. Essa circulação impulsionada pelo vento também é chamada de célula Deacon e atua para revolver a água, sustentando a corrente de vento térmico da Corrente Circumpolar Antártica (CCA) e criando um armazenamento de energia potencial. Este processo da célula superior também é conhecido como transporte de Ekman.
O fluxo de capotamento meridional [en] vai do norte para o sul nas águas profundas e do sul para o norte na superfície do oceano. Na superfície, as águas profundas são expostas à atmosfera e às forças de flutuabilidade superficial. Há um ganho líquido de empuxo na célula superior devido à diminuição da salinidade da água, causada pela precipitação e pelo derretimento do gelo marinho durante o verão (no Hemisfério Sul). Esse ganho de flutuabilidade transforma as águas em águas mais leves e menos densas, como a Água do Modo Subantártico [en] (AMSA) e a Água Intermediária Antártica [en] (AIA). Cerca de 22 ± 4 Sv da água total aflorada na circulação de revolvimento é transformada em água mais leve na célula superior. O processo de revolvimento das superfícies de densidade é equilibrado pela instabilidade baroclínica das correntes de vento térmico. Essa instabilidade achata as superfícies de densidade e o transporte em direção aos polos, resultando em movimentos turbulentos dependentes do tempo. A energia potencial da circulação impulsionada pelo vento é então dissipada por esses redemoinhos.

#### Paradoxo da falta de mistura
O paradoxo da falta de mistura assume que a água densa é aflorada através da termoclina para fechar a circulação. Para isso, seria necessária uma mistura vertical na termoclina, o que não é observado. Em vez disso, a água densa das regiões de subsidência retorna à superfície por caminhos quase adiabáticos ao longo de isopicnais de densidade, como já descrito por Harald Sverdrup.

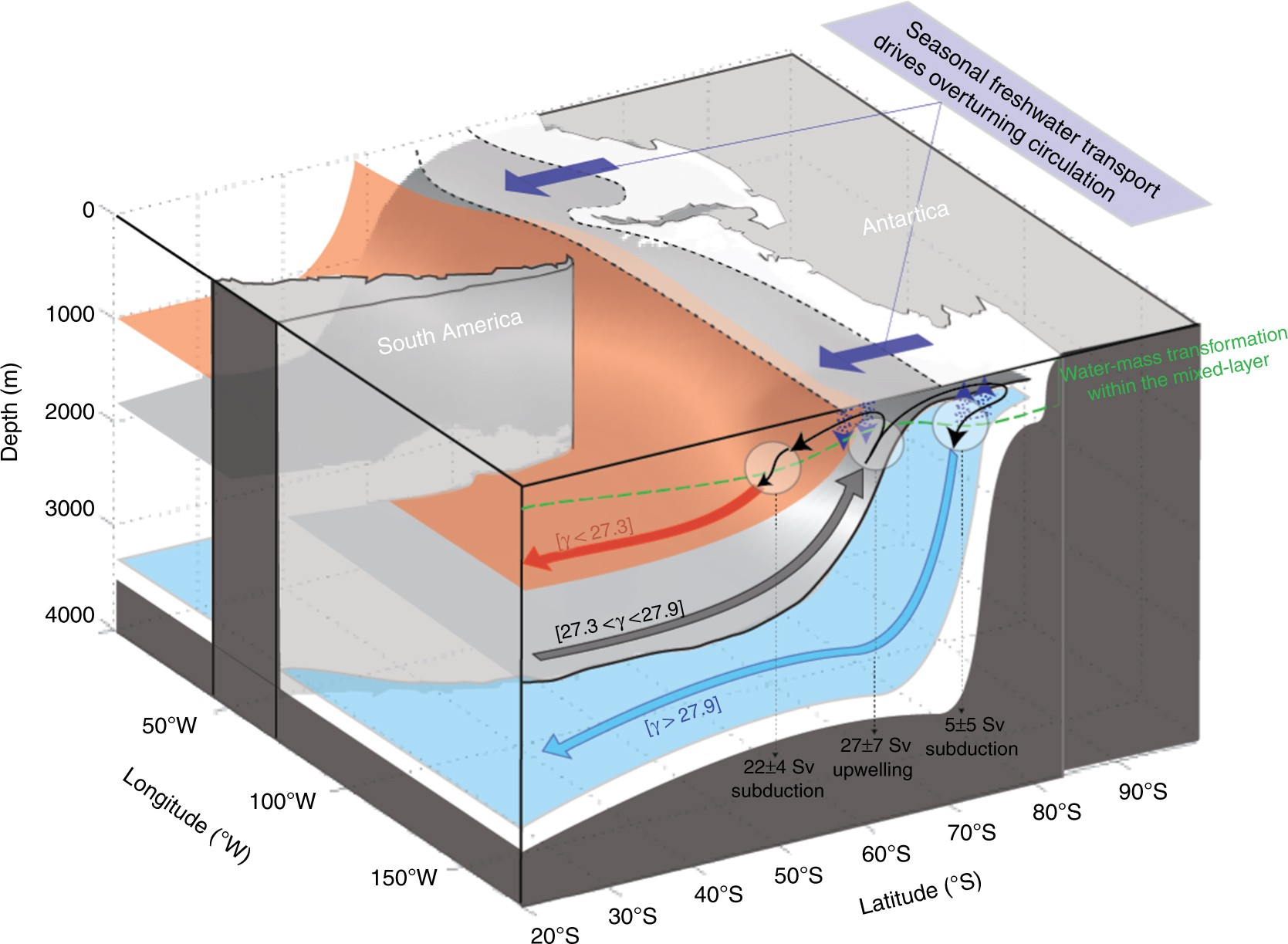
O papel da en sazonal da en na condução da circulação da célula inferior.

### Célula inferior
A célula inferior é impulsionada por fluxos de água doce, onde a formação e o derretimento do gelo marinho desempenham um papel importante. A formação de gelo marinho é acompanhada pela rejeição de salmoura [en], resultando em água com maior salinidade e densidade, e, portanto, perda de flutuabilidade. Quando o gelo derrete, há um fluxo de água doce e exposição à atmosfera. Se a água se transforma em gelo, há mais sal na água e menos exposição à atmosfera. Devido às variações sazonais, há um ganho de flutuabilidade no verão e uma perda no inverno. Essa água fria e densa, cheia de sal, é chamada de Água Densa de Plataforma (ADP). A ADP é então transformada em Água de Fundo Antártica (AFA), originada no Mar de Ross, no Mar de Weddell e ao longo da costa leste da Antártica. Cerca de 5 ± 5 Sv de AFA são formados na célula inferior da circulação do Oceano Antártico, o que representa cerca de um terço da formação total de AFA.

## Ciclo global de carbono

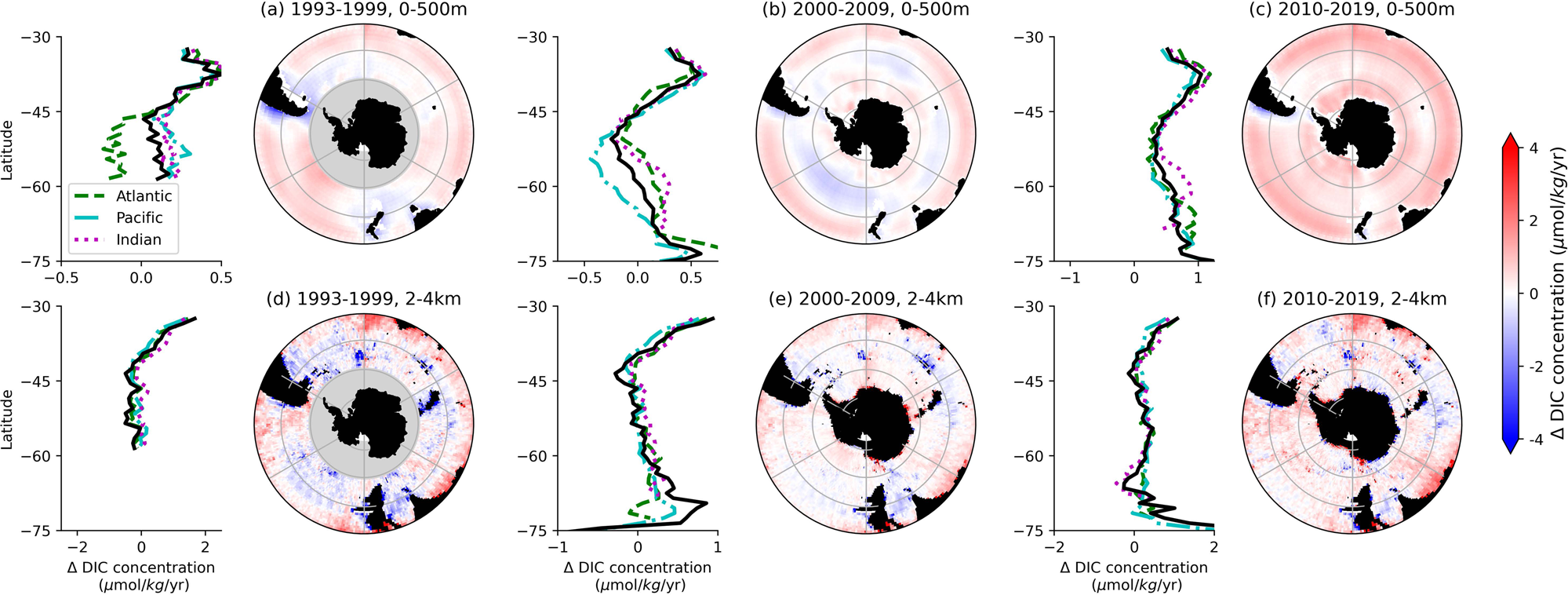
Nas décadas de 1990 e 2000, a concentração de carbono orgânico dissolvido na superfície estava diminuindo, pois mais era empurrado para as profundezas pela circulação. Na década de 2010, porém, o enfraquecimento da circulação moveu menos carbono para baixo, e sua concentração começou a aumentar na superfície.

Normalmente, o oceano está em equilíbrio com a concentração de dióxido de carbono atmosférico. O aumento do CO2 atmosférico desde a Revolução Industrial transformou os oceanos em sumidouros líquidos de carbono, absorvendo cerca de 25% das emissões causadas pelo ser humano. Dentre todos os oceanos, o Oceano Antártico desempenha o maior papel na absorção de carbono, sendo responsável sozinho por cerca de 40%. Na década de 2000, algumas pesquisas sugeriram que mudanças climáticas nos ventos do Hemisfério Sul estavam reduzindo a quantidade de carbono absorvida, mas estudos posteriores descobriram que esse sequestro de carbono foi ainda mais forte do que estimado anteriormente, entre 14% e 18%. A circulação oceânica é crucial para este processo, pois traz água profunda à superfície, que não esteve lá por séculos e, portanto, não entrou em contato com emissões antropogênicas antes. Assim, as concentrações de carbono dissolvido na água profunda são muito menores do que nas águas superficiais modernas, e ela absorve muito mais carbono antes de ser transportada de volta às profundezas por subsidência.
Por outro lado, regiões onde águas profundas circumpolares quentes e ricas em carbono são trazidas à superfície por afloramento liberam CO2 por exposição à atmosfera, compensando parcialmente o efeito de sumidouro de carbono da circulação de capotamento. Além disso, o afloramento oceânico traz nutrientes minerais, como ferro, das profundezas para a superfície, que são então consumidos pelo fitoplâncton, permitindo que aumentem seus números, reforçando a produção primária oceânica [en] e ampliando o sequestro de carbono devido à maior fotossíntese. Ao mesmo tempo, a circulação de subsidência move grande parte do fitoplâncton morto e outros materiais orgânicos para as profundezas antes que possam se decompor na superfície e liberar CO2 de volta à atmosfera. Esse chamado bomba biológica é tão importante que um Oceano Antártico completamente abiótico, onde essa bomba estaria ausente, também seria uma fonte líquida de CO2.

## Impactos das mudanças climáticas

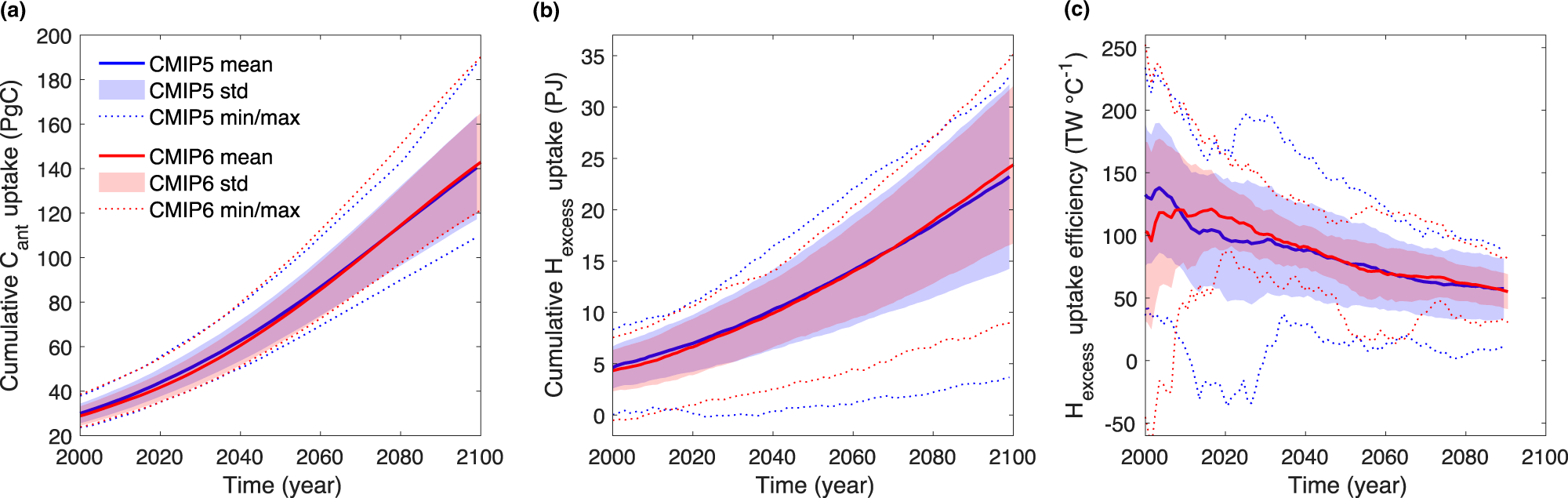
Mesmo no cenário mais intenso de mudança climática, atualmente considerado improvável, o Oceano Austral continuaria a funcionar como um forte sumidouro no século XXI, absorvendo uma quantidade crescente de dióxido de carbono (esquerda) e calor (meio). No entanto, absorveria uma fração menor de calor por cada grau adicional de aquecimento do que agora (direita), bem como uma fração menor das emissões.

À medida que as emissões de gases de efeito estufa causadas pelo ser humano aumentam o aquecimento, um dos efeitos das mudanças climáticas nos oceanos mais notáveis é o aumento do conteúdo de calor oceânico, que respondeu por mais de 90% do total do aquecimento global desde 1971. Desde 2005, entre 67% e 98% desse aumento ocorreu no Oceano Antártico. Na Antártica Ocidental, a temperatura na camada superior do oceano aqueceu 1 °C desde 1955, e a Corrente Circumpolar Antártica (CCA) também está aquecendo mais rápido que a média global. Esse aquecimento afeta diretamente o fluxo de massas de água quente e fria que compõem a circulação de revolvimento, além de ter impactos negativos na cobertura de gelo marinho no Hemisfério Sul, (que é altamente refletivo e eleva o albedo da superfície terrestre), bem como no balanço de massa [en] das plataformas de gelo e geleiras periféricas da Antártica. Por essas razões, modelos climáticos mostram consistentemente que o ano em que o aquecimento global alcançará 2 °C (inevitável em todos os cenários de mudança climática onde as emissões de gases de efeito estufa não foram fortemente reduzidas) depende do estado da circulação mais do que de qualquer outro fator além das próprias emissões.
O maior aquecimento da água oceânica aumenta a perda de gelo da Antártica e também gera mais água de degelo [en] fresca, a uma taxa de 1100–1500 bilhões de toneladas (GT) por ano.:1240 Esta água de degelo da camada de gelo da Antártica [en] então se mistura novamente ao Oceano Antártico, tornando sua água mais doce. Esse aumento de água doce no Oceano Antártico resulta em maior estratificação e estabilização de suas camadas,:1240 e isso tem o maior impacto a longo prazo nas suas propriedades de circulação. Essas mudanças no Oceano Antártico fazem com que a circulação da célula superior acelere, aumentando o fluxo das principais correntes, enquanto a circulação da célula inferior desacelera, pois depende da Água de Fundo Antártica altamente salina, que já parece ter sido observavelmente enfraquecida pelo aumento de água doce, apesar de sua tímida recuperação na década de 2010.:1240 Desde os anos 1970, a célula superior se fortaleceu em 3–4 sverdrup (Sv; representa um fluxo de 1 milhão de metros cúbicos por segundo), ou 50–60% de seu fluxo, enquanto a célula inferior enfraqueceu em uma quantidade semelhante, mas devido ao seu maior volume, essas mudanças representam um enfraquecimento de apenas 10–20%. No entanto, elas não foram totalmente causadas pelas mudanças climáticas, pois o ciclo natural da Oscilação Interdecadal do Pacífico também desempenhou um papel importante.

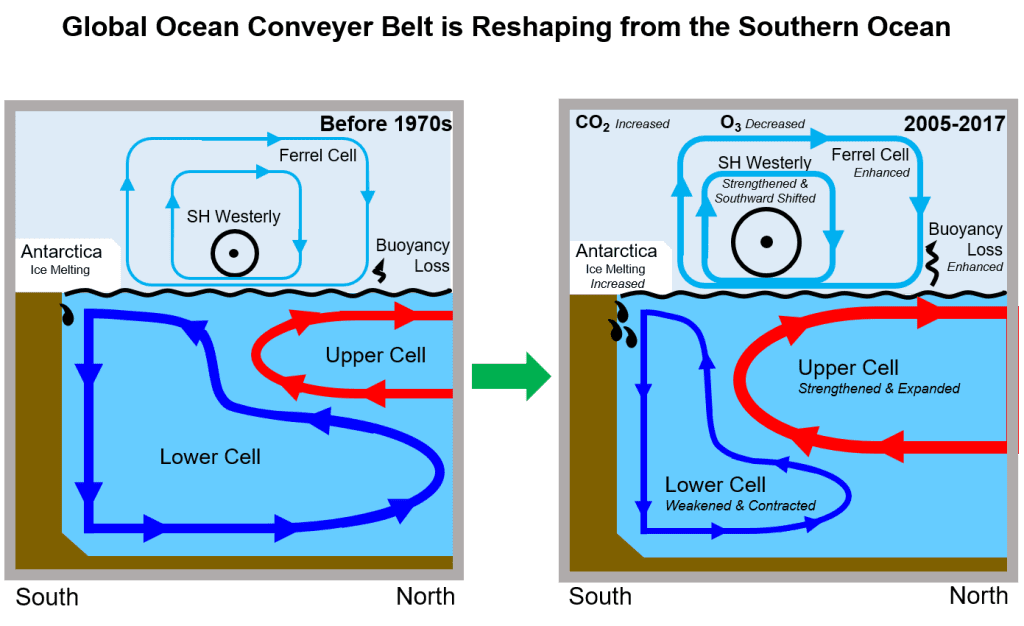
Desde os anos 1970, a célula superior da circulação se fortaleceu, enquanto a célula inferior enfraqueceu.

Além disso, o principal padrão controlador do clima extratropical do Hemisfério Sul é o Modo Anular do Sul (SAM), que passa cada vez mais anos em sua fase positiva devido às mudanças climáticas (bem como às consequências da rarefação do ozônio), o que significa mais aquecimento e mais precipitação sobre o oceano devido aos ventos de oeste mais fortes, tornando o Oceano Antártico ainda mais doce.:1240 Modelos climáticos atualmente discordam sobre se a circulação do Oceano Antártico continuará a responder às mudanças no MAS como faz agora, ou se eventualmente se ajustará a elas. Até o início da década de 2020, a melhor estimativa, com confiança limitada, é que a célula inferior continuará a enfraquecer, enquanto a célula superior pode se fortalecer em cerca de 20% ao longo do século XXI. Uma razão fundamental para esta incerteza é a representação limitada e inconsistente da estratificação oceânica [en] até mesmo nos modelos CMIP6 [en] – a geração mais avançada disponível no início dos anos 2020. Por fim, o maior papel a longo prazo no estado da circulação é desempenhado pela água de degelo antártica, e a perda de gelo antártico tem sido o aspecto menos certo das projeções futuras de elevação do nível do mar por um longo tempo.

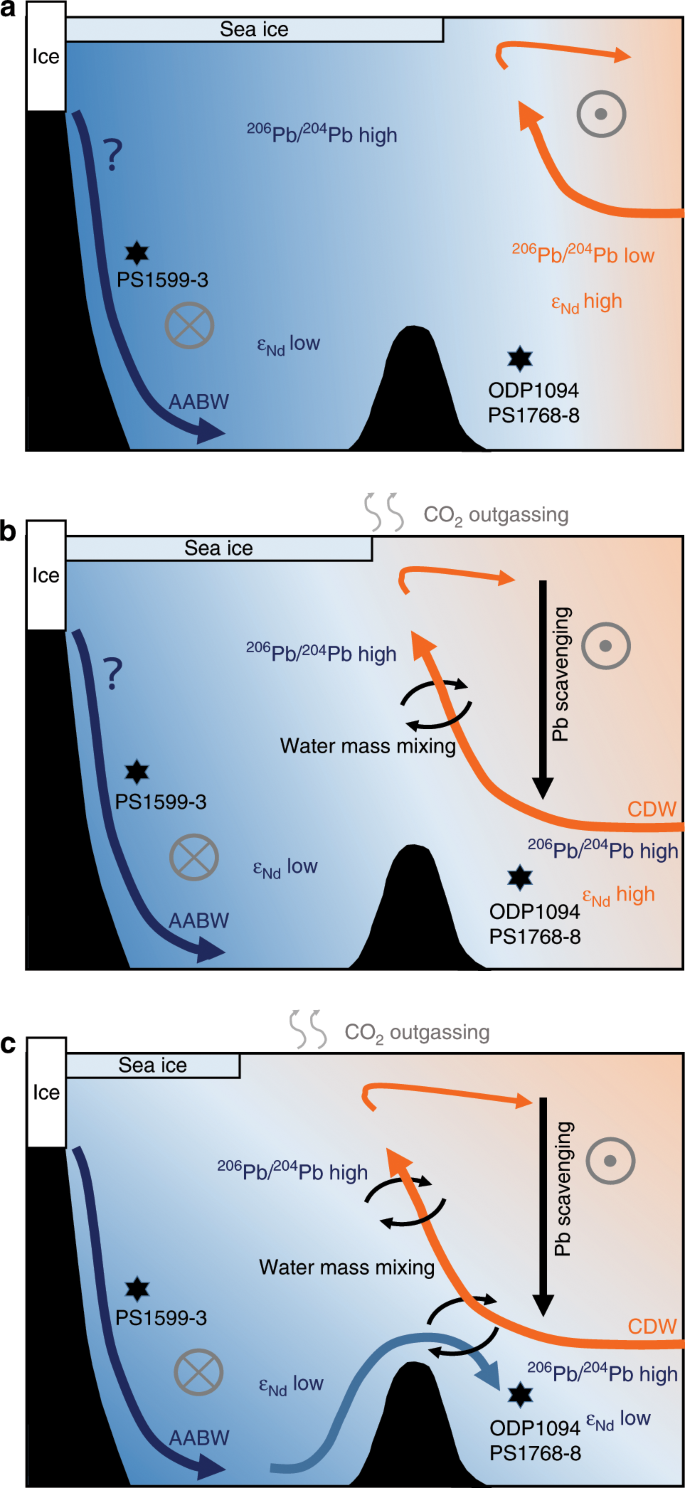
Evidências sugerem que a Água de Fundo Antártica requer uma faixa de temperatura próxima às condições atuais para estar em plena força. Durante o Último Máximo Glacial (um período frio), ela era fraca demais para fluir para fora do Mar de Weddell e a circulação de capotamento era muito mais fraca do que agora. Também era mais fraca durante períodos mais quentes do que o atual.

Processos semelhantes estão ocorrendo com a Circulação Meridional de Capotamento do Atlântico (AMOC), que também é afetada pelo aquecimento oceânico e pelos fluxos de água de degelo provenientes do declínio da camada de gelo da Groenlândia. É possível que ambas as circulações não apenas continuem a enfraquecer em resposta ao aumento do aquecimento e do aumento de água doce, mas eventualmente colapsem para um estado muito mais fraco, de forma que seria difícil reverter, constituindo um exemplo de ponto de inflexão no sistema climático. Há evidências paleoclimáticas de que a circulação de capotamento foi substancialmente mais fraca do que agora durante períodos passados, tanto mais quentes quanto mais frios do que o presente. No entanto, o Hemisfério Sul abriga apenas 10% da população mundial, e a circulação de capotamento do Oceano Antártico historicamente recebeu muito menos atenção do que a AMOC. Consequentemente, enquanto vários estudos buscaram estimar o nível exato de aquecimento global que poderia resultar no colapso da AMOC, o cronograma em que tal colapso pode ocorrer e os impactos regionais que causaria, há muito menos pesquisa equivalente para a circulação de capotamento do Oceano Antártico até o início da década de 2020. Sugeriu-se que seu colapso poderia ocorrer entre 1,7 e 3 °C, mas esta estimativa é muito menos certa do que para muitos outros pontos de inflexão.
Os impactos do colapso da circulação de capotamento do Oceano Antártico também foram menos estudados de perto, embora os cientistas esperem que eles se desenrolem ao longo de vários séculos. Um exemplo notável é a perda de nutrientes da Água de Fundo Antártica, diminuindo a produtividade oceânica e, em última análise, o estado das pescas do Oceano Antártico, potencialmente levando à extinção de algumas espécies de peixes e ao colapso de alguns ecossistemas marinhos. A redução da produtividade marinha também significaria que o oceano absorveria menos carbono (embora não no século XXI), o que poderia aumentar o aquecimento final a longo prazo em resposta às emissões antropogênicas (elevando assim a sensibilidade climática geral) e/ou prolongar o tempo que o aquecimento persistiria antes de começar a declinar em escalas geológicas. Também é esperado um declínio na precipitação em países do Hemisfério Sul como a Austrália, com um aumento correspondente no Hemisfério Norte. No entanto, o declínio ou colapso total da AMOC teria impactos semelhantes, mas opostos, e os dois se contrabalançariam até certo ponto. Ambos os impactos também ocorreriam em conjunto com outros efeitos das mudanças climáticas no ciclo da água e nas pescas.